# Pyrostria breonii
Pyrostria breonii är en måreväxtart som först beskrevs av Henri Ernest Baillon, och fick sitt nu gällande namn av Alberto Judice Leote Cavaco. Pyrostria breonii ingår i släktet Pyrostria och familjen måreväxter.
Artens utbredningsområde är Madagaskar. Inga underarter finns listade i Catalogue of Life.